# ウィチット・チットウィマーン
ウィチット・チットウィマーン（タイ語: วิชิต ชิตวิมาน、英語: Vichit Chitvimarn、簡体字中国語: 陈维钦、1960年2月2日 - 2023年10月7日〈遺体発見日〉）は、タイ王国の外交官。在昆明総領事、在大阪総領事、無任所大使を経て、2018年から2020年まで在デンマーク大使兼在リトアニア大使を務め上げて退官。
2023年10月7日、新しく住み始めたばかりの邸宅の浴室で胸を3ヶ所刺されて殺害されたチットウィマーンの遺体が、リフォーム工事を依頼されて訪問した作業員によって発見された。

## 学歴
- チュラーロンコーン大学 国際関係学学士[1]
- 埼玉大学大学院政策科学研究科（現・政策研究大学院大学／GRIPS） 経済学修士[1]

## 経歴
- 1983年: 外務省入省[2]、儀典局外交特権・護衛課[1]
- 1987年: 外務省経済局経済関係・協力課 三等書記官[1]
- 1988年: 駐日タイ王国大使館 三等書記官[1]
- 1990年: 駐日タイ王国大使館 二等書記官[1]
- 1993年: 外務省経済局 二等書記官[1]

- 外務省経済局国際経済課 一等書記官

- 1996年: 外務省アセアン局 一等書記官[1]
- 1999年: 外務省アセアン局経済財政課 参事官[1]
- 2000年: 在台北タイ王国貿易・経済事務所（英語版） 参事官[1]
- 2005年: 外務省アセアン局第3課 課長[1]

- 外務省広報局報道課 課長

- 2010年: 在昆明タイ王国総領事[1][4]
- 2013年: 在大阪タイ王国総領事[1]（2013年12月着任[5]）

- 無任所大使

- 2018年: 在デンマークタイ王国大使兼在リトアニアタイ王国大使[2]

## 受賞
- 2013年: 白象勲章第1級章[1]
- 2010年: 栄誉王冠勲章第1級章[1]
- 2008年: チャカパットマーラーメダル[1]
- 2004年: 白象勲章第2級章[1]
- 1999年: 栄誉王冠勲章第2級章[1]
- 1995年: 白象勲章第3級章[1]
- 1991年: 栄誉王冠勲章第3級章[1]
- 1988年: 白象勲章第4級章[1]